# Pénélope Bonna
Pour les articles homonymes, voir Bonna (homonymie).
Pénélope Bonna, née le 22 mai 1988 à Beaumont-sur-Oise, est une judokate française qui s'illustre dans la catégorie des moins de 52 kg (poids mi-légers).

## Biographie
Après avoir été médaillée de bronze aux championnats d'Europe de judo 2010, Pénélope Bonna remporte son premier titre majeur aux championnats d'Europe de judo 2011 à Istanbul, en battant en finale la Portugaise Joana Ramos.

## Palmarès

### Championnats d'Europe
| Catégorie / Année              | 2010 | 2011 |
| ------------------------------ | ---- | ---- |
| Moins de 52 kg poids mi-légers | 3e   | 1re  |

### Championnats de France
| Catégorie / Année              | 2009 | 2010 |
| ------------------------------ | ---- | ---- |
| Moins de 52 kg poids mi-légers | 3e   | 1re  |